# Massaker von Hama

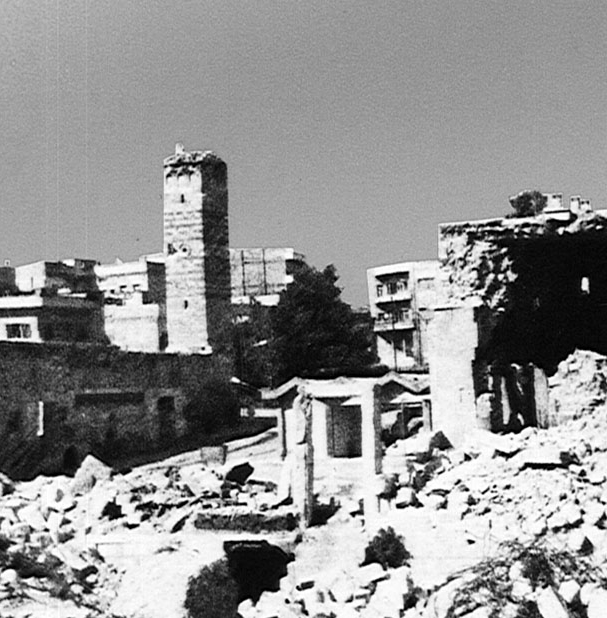
Innenstadt von Hama nach dem Massaker mit dem teilweise zerstörten Minarett der im Jahr 1163 erbauten al-Nuri-Moschee

Als Massaker von Hama (arabisch مجزرة حماة Madschzarat Hama, DMG maǧzarat Ḥamāh; in Syrien mit Ahdath Hama / أحداث حماة / aḥdāṯ Ḥamāh / ‚die Ereignisse von Hama‘ umschrieben) bezeichnet man den Angriff der syrischen Streitkräfte unter dem Kommando von Verteidigungsminister Mustafa Tlas auf die mittelsyrische Stadt Hama im Jahr 1982. Er war eine Reaktion auf den Aufstand der Muslimbrüder in Syrien, bei dem schon ab dem Jahr 1976 zahlreiche Anschläge von den regierungsfeindlichen Muslimbrüdern verübt wurden.
Das Massaker wurde von den Verteidigungskompanien unter Rifaat al-Assad und den Spezialkräften des Heeres unter Ali Haidar angeführt. Unterstützt wurde der Angriff durch reguläre Armeeeinheiten, hauptsächlich die 3. Division unter Shafiq Fayadh, aber auch durch mit der Regierung verbündete alawitische Paramilitärs. Ab den frühen Morgenstunden des 3. Februar 1982 umstellten Panzer die Stadt. Telefon- und Versorgungsleitungen wurden gekappt. Gleichzeitig begann ein Bombardement mittels Artillerie und Luftangriffen. Ebenso sickerten Soldaten in die Stadt ein und führten gezielt Massenmorde, Verhaftungen, Brandschatzungen und Plünderungen in Gebieten durch. Dabei wurden nach und nach ganze Straßenzüge und Stadtviertel durch Massenmord entvölkert und durch Kriegswaffeneinwirkung dem Erdboden gleichgemacht. Verhaftete wurden in ad-hoc eingerichteten Gefangenenlagern inhaftiert. Insgesamt zogen sich die Operationen des Militärs rund vier Wochen hin. Rund ein Drittel der Altstadt von Hama wurden vollständig zerstört.  Die Anzahl der tatsächlich bewaffneten Islamisten in der Stadt wird zwischen 300 und 1.000 geschätzt. Schätzungen der Opferzahlen unter der Zivilbevölkerung durch die Operation der syrischen Streit- und Sicherheitskräfte gehen von mindestens 10.000 Toten aus.
Hama war, wie auch kleinere Städte im überwiegend sunnitischen Syrien, ein Zentrum der Muslimbrüder, die in Opposition zur Baath-Partei von Hafiz al-Assad standen und denen nachgesagt wird, dass sie die Regierung stürzen und ein fundamentalistisches Regime errichten wollten. Das Massaker von Hama war Höhepunkt einer jahrelangen Unterdrückung der Organisation durch die syrische Regierung in den späten 1970er und frühen 1980er Jahren, in deren Rahmen die Mitgliedschaft bei den Muslimbrüdern in Syrien unter die Todesstrafe gestellt wurde. Der Angriff war aus Sicht der Regierung erfolgreich, denn die Muslimbrüder stellten daraufhin ihre Aktivitäten in Syrien ein.
Das Massaker ist international bekannt geworden, die genauen Umstände blieben jedoch ungeklärt, da Syrien große Anstrengungen unternahm, keine Informationen darüber ins Ausland gelangen zu lassen. Dagegen diente es gegenüber der eigenen Bevölkerung als Mittel zur Abschreckung und Einschüchterung. Bis heute ist das Massaker in der syrischen Öffentlichkeit ein Tabuthema und wurde im Syrischen Bürgerkrieg von der Nachfolgeregierung unter Baschar al-Assad
auch dazu genutzt, bewusst Ängste in der Bevölkerung zu schüren
In der bundesdeutschen Presse führte die Nachricht vom Massaker zu scharfen Verurteilungen des als „moskaufreundliches Militärregime“ bezeichneten Assad-Systems in Syrien.
Einige der Inhaftierten wurden im November 2000 im Rahmen der Amnestie Baschar al-Assads freigelassen.